# مذبحة سومغيت
أحداث سومغيت هي مذبحة استهدفت السكان الأرمن في بلدة سومغيت الساحلية في جمهورية أذربيجان الاشتراكية السوفياتية في أواخر فبراير 1988. وقعت المذبحة خلال المراحل الأولى من حركة كاراباخ. في 27 فبراير 1988، تشكلت حشود من الإثنية الأذربيجانية في مجموعات وهاجموا وقتلوا الأرمن في الشوارع وفي شققهم؛ وأدى انتشار النهب وانعدام الانتباه العام من جانب ضباط الشرطة إلى استمرار العنف لمدة ثلاثة أيام.
في 28 فبراير، دخلت وحدة صغيرة من قوات وزارة الداخلية المدينة وحاولت دون جدوى قمع أعمال الشغب. دخلت وحدات عسكرية أكثر احترافية بالدبابات والعربات المدرعة بعد يوم واحد. فرضت القوات الحكومية حالة الأحكام العرفية وحظر التجول، وأنهت الأزمة. كان العدد الرسمي للقتلى الذي أصدره المدعي العام لاتحاد الجمهوريات الاشتراكية السوفياتية (جُمعت الأرقام على أساس قوائم الضحايا المحددين) 32 شخصًا (26 أرمنيًا و6 أذربيجانيين)، على الرغم من أن التقديرات الأخرى تصل إلى مئات الضحايا.
كان العنف في سومغيت غير متوقع وغطته الصحافة الغربية على نطاق واسع. استُقبلت الأحداث بالدهشة العامة في أرمينيا وبقية الاتحاد السوفيتي حيث قُمعت الخلافات العرقية في البلاد إلى حد كبير من قبل الحكومة، التي عززت سياسات مثل الأممية البروليتارية وأخوّة الشعوب والوطنية الاشتراكية لتجنب مثل هذه الصراعات. شكلت المذبحة، إلى جانب نزاع ناغورنو كاراباخ، تحديًا كبيرًا للإصلاحات التي نفذها الزعيم السوفيتي ميخائيل غورباتشوف. انتُقد غورباتشوف لاحقًا بسبب تباطؤه الملحوظ في الاستجابة للأزمة.
بسبب حجم الفظائع ضد الأرمن كمجموعة عرقية، ارتبطت المذبحة على الفور بالإبادة الجماعية للأرمن عام 1915 في الوعي القومي الأرمني. يصف عدد من المصادر الدولية والسوفيتية الأحداث أيضًا بأنها إبادة جماعية للسكان الأرمن. تُحيا ذكرى مذبحة سومغيت كل عام في 28 فبراير في أرمينيا وناغورنو كاراباخ وبين الأرمن في الشتات.

## خلفية
تقع مدينة سومغيت بالقرب من ساحل بحر قزوين، على بعد ثلاثين كيلومترًا فقط شمال العاصمة باكو. جُددت في ستينيات القرن العشرين وأصبحت مدينة صناعية رائدة، والثانية بعد باكو من حيث الأهمية الصناعية، حيث بُنيت مصافي النفط ومصانع البتروكيماويات خلال تلك الحقبة. بلغ عدد سكانها في الستينيات 60 ألف نسمة، ولكن بحلول أواخر الثمانينيات من القرن الماضي، ارتفع عدد السكان إلى أكثر من 223 ألف نسمة (ويبلغ عدد سكانها الأرمن حوالي 17 ألف)، وارتفعت فيها المشكلات الاجتماعية الأخرى التي ابتليت بها المدينة. في حين كان هناك معدل مرتفع للبطالة والفقر بين السكان الأذربيجانيين، كان الأرمن يشكلون بشكل أساسي القطاع العامل والمتعلم من سكان المدينة.
شهدت الإصلاحات السياسية والاقتصادية التي بدأها الأمين العام غورباتشوف في عام 1985 لامركزية ملحوظة في السلطة السوفيتية. اعتبر الأرمن، في كل من أرمينيا وناغورنو كاراباخ، برنامج غورباتشوف الإصلاحي فرصة لتوحيد الكيانين معًا. في 20 فبراير 1988، تجمع عشرات الآلاف من الأرمن للتظاهر في ساحة لينين (ساحة عصر النهضة حاليًا) في ستيباناكيرت للمطالبة بانضمام المنطقة إلى أرمينيا. في نفس اليوم، صوت مجلس السوفيات الأعلى لناغورنو كاراباخ للانضمام إلى جمهورية أرمينيا الاشتراكية السوفياتية، وهي خطوة عارضتها بشدة السلطات الأذربيجانية السوفيتية. رفض غورباتشوف هذه الادعاءات، متذرعًا بالمادة 78 من الدستور السوفيتي، التي تنص على أنه لا يمكن تغيير حدود الجمهوريات دون موافقتها المسبقة. أدانت وسائل الإعلام السوفيتية التي تديرها الدولة أيضًا تصويت المجلس والاحتجاجات اللاحقة. ومع ذلك، كان لها صدى أعلى بين الأذربيجانيين. كما كتب الصحفي توماس دي وال في كتابه الصادر عام 2003 عن النزاع، بعد الاحتكام للمجلس تحول الانحدار البطيء إلى صراع مسلح في اليوم الأول.

### المسيرات وتصعيد المشاعر المناهضة للأرمن
قوبلت المظاهرات في أرمينيا بمظاهرات في باكو، وخلال هذه الفترة أعرب المواطنون والمسؤولون على حد سواء عن مشاعر قوية معادية للأرمن. جاء أحد هذه التصريحات في 14 فبراير 1988، عندما أعلن رئيس دائرة اللجنة المركزية للحزب الشيوعي الأذربيجاني أسدوف أن مئة ألف أذربيجاني مستعدون لاقتحام أرتساخ (كاراباخ) في أي وقت وتنظيم مذبحة هناك. وبحسب آدم شيف، في الأيام التي سبقت المذبحة، حذر زعيم الحزب الشيوعي الأذربيجاني هدايت أوروغوف الأرمن في سومغيت قائلًا: «إذا لم تتوقفوا عن الدعاية لتوحيد ناغورنو كاراباخ مع أرمينيا، استيقظوا، سوف يقتحم 100 ألف أذربيجاني من الأحياء المجاورة منازلكم، ويحرقون شققكم، ويغتصبون نسائكم ويقتلون أطفالكم». غير أن أوروغوف نفسه نفى ذلك في وقت لاحق، إذ ذكر في مقابلته أنه لم يصرح مطلقًا بأي تصريحات تهدف إلى إشعال الصراع بين الإثنيات فحسب، بل إنه لم يكن موجودًا في سومغيت ولم يكن يشغل أي دور سياسي في ذلك الوقت.
في 26 فبراير، عقدت عدة مسيرات صغيرة في ساحة لينين في سومغيت. وسُمع صوت دعوات صريحة لممارسة العنف ضد الأرمن وطردهم من أذربيجان، وانتشرت أخبار عن اللاجئين الأذربيجانيين الذين فروا من أرمينيا (من مدينتي كابان وماسيس). روى بعض الأفراد حكايات عن جرائم قتل وأعمال عنف يُزعم أن الأرمن ارتكبوها ضد الأذربيجانيين. صنفت السلطات السوفيتية فيما بعد هؤلاء الأفراد على أنهم عملاء استفزازيون. وفقًا للصحافة السوفيتية، كُشف لاحقًا عن أن أحد الأشخاص، ليس من سكان كابان، كما ادعى، ولكنه مجرم لديه سجل اعتقال سابق. زار زاردشت علي زاده، الذي كان ناشطًا في الحياة الاجتماعية والسياسية لأذربيجان من 1988 إلى 1989 وكان أحد مؤسسي الجبهة الشعبية الأذربيجانية، سومغيت بعد عشرة أيام من المذبحة والتقى بعمال مصنع الألمنيوم، وأفاد بأن السكان المحليين من خارج المدينة كانوا يحرضون على العنف. صرح زعيم الحزب المحلي في باكو، فؤاد موساييف، الذي استُدعي مرة أخرى إلى باكو بسبب الاضطرابات، في المقابلة التي أجراها مع توماس دي وال «كان هناك شخص ما يستفزهم، وكانت أعمال الدعاية مستمرة».
اختتمت المظاهرات في ساحة لينين بمشاعر قوية معادية للأرمن. ووجهت خلال المظاهرات تهديدات واتهامات واضحة للأرمن لتشويه وحدة أراضي أذربيجان. ألقي اللوم على الأرمن أيضًا لكونهم أفضل حالًا من معظم الأذربيجانيين في سومغيت. خرجت شعارات مثل «الموت للأرمن!» و«خروج الأرمن من مدينتنا». حضر المسيرات أيضًا العديد من الشخصيات العامة، من بينهم مديرة المدرسة العامة رقم 25، وممثلة من مسرح أرابلينسكي، والشاعر الأذربيجاني خضر أوللو (من أشد المؤيدين لحيدر علييف) وغيرهم ممن طالبوا بطرد الأرمن من أذربيجان أو قتلهم. اختُتم كل خطاب تقريبًا بشعار «الموت للأرمن!». نظرًا لأن مكبرات الصوت تستخدم الميكروفونات، سُمعت هذه النداءات ليس فقط في الساحة ولكن أيضًا في الشوارع المجاورة.
بُذلت جهود لتهدئة الحشد من قبل شخصيات أذربيجانية مثل سكرتيرة لجنة حزب المدينة بيراموفا والشاعر بختيار وهاب زاده، اللذان خاطبا الحشد على منصة. حاول في حسينوف، مدير معهد التربية السياسية في أذربيجان، تهدئتهم من خلال التأكيد لهم أن كاراباخ ستبقى داخل الجمهورية وأن قصص اللاجئين كاذبة. بدوره تعرض للشتائم وأجبر على التنحي. تحدث جهانجير مسلم زاده، السكرتير الأول لسومغيت، إلى الحشد، وطلب منهم السماح للأرمن بالمغادرة بموافقتهم. لكن وفقًا للشهود، عملت هذه الرسالة على إثارة الحشد. بعد وقت قصير من خطابه، في حوالي الساعة 6:30 مساءً، سُلم مسلم زاده علم جمهورية أذربيجان الاشتراكية السوفياتية وسرعان ما وجد نفسه يقود الحشد. وفقًا لمسلم زاده، كان يحاول قيادة الحشد بعيدًا عن الحي الأرمني باتجاه البحر، لكن العديد من الأرمن رأوا أن هذا التصرف يورطه كزعيم لأعمال الشغب. على أية حال، تفرق الحشد وتوجهت عدة مجموعات إلى المنطقة الأرمنية.